# Joods Namenmonument (Nijmegen)
Het Joods Namenmonument is een monument op de Kitty de Wijzeplaats te Nijmegen, Gelderland. Op 26 april 2015 werd de plaquette geplaatst ter nagedachtenis aan de Nijmeegse omgekomen joodse bevolking tijdens de Tweede Wereldoorlog in Nederland. 

## Totstandkoming
Onder aanvoering van de in 2012 overleden Albert Isja de Jong uit Nijmegen kwam in de loop van 2008 het idee voor een plaquette. Het initiatief werd genomen door het Bewonersplatform Centrum en Benedenstad in samenwerking met de Joodse Gemeente Nijmegen. Het Bewonersplatform Centrum en Benedenstad nam de financiering van de naamplaten op zich dankzij  giften die zij ontvingen. Op 26 april 2015 vond daarop de onthulling van het monument plaats. 

## Locatie en vormgeving
Tegen de gevel van het nabijgelegen congrescentrum aan de Kitty de Wijzeplaats bevindt zich het monument, dat bestaat uit zeven bronzen plaquettes. Hierop staan namen van de in totaal 449 Joodse slachtoffers uit Nijmegen.

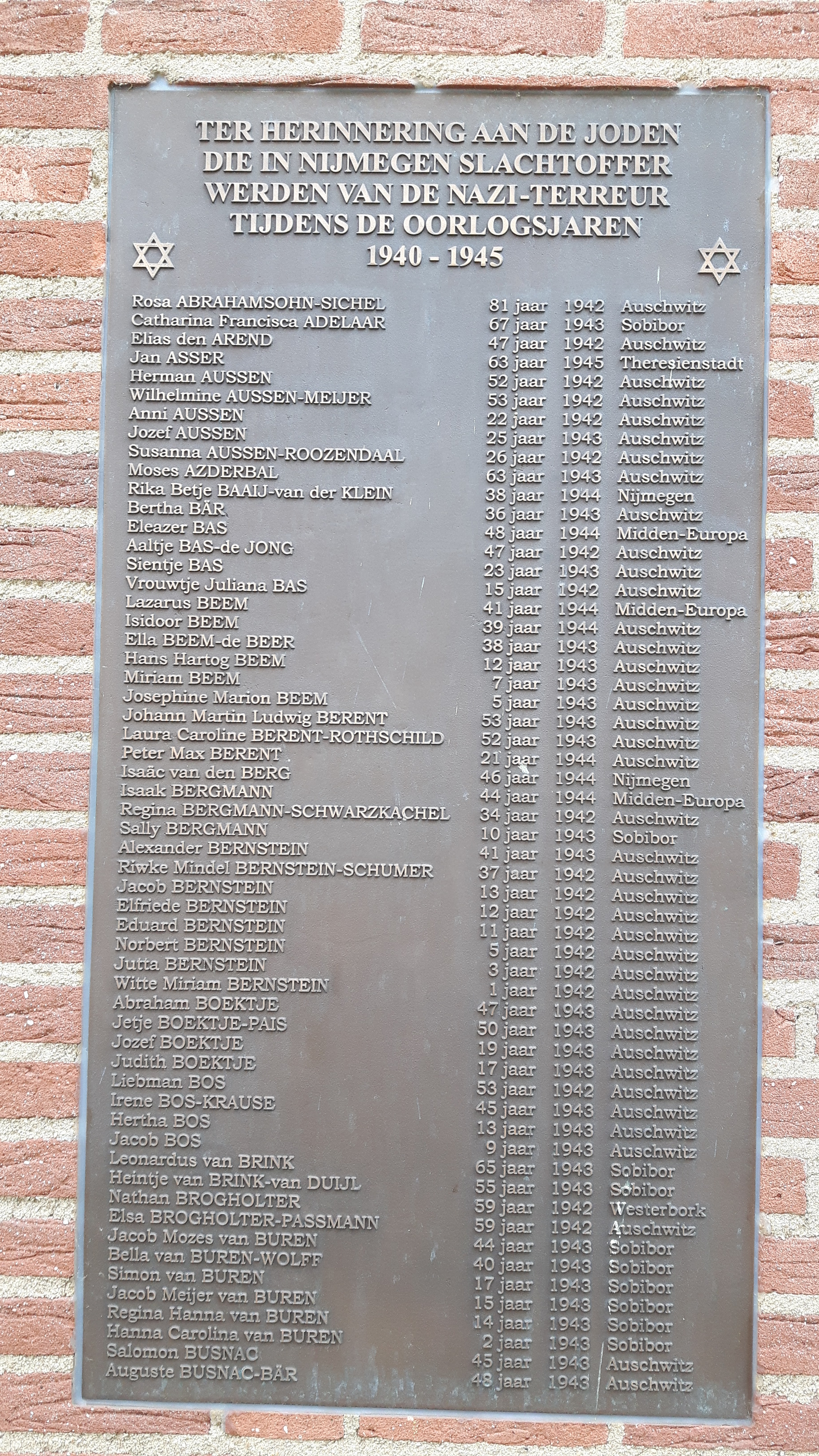
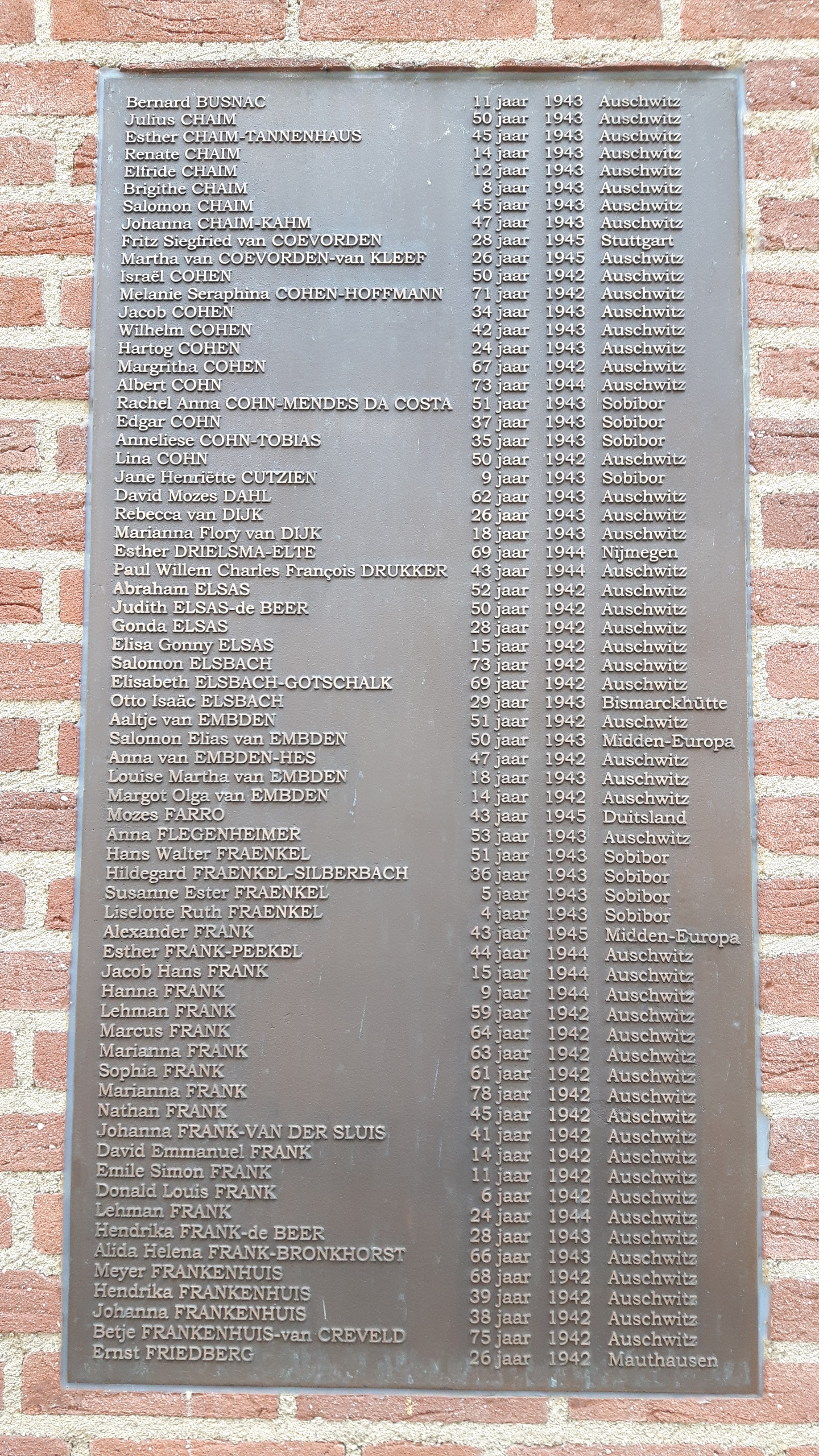
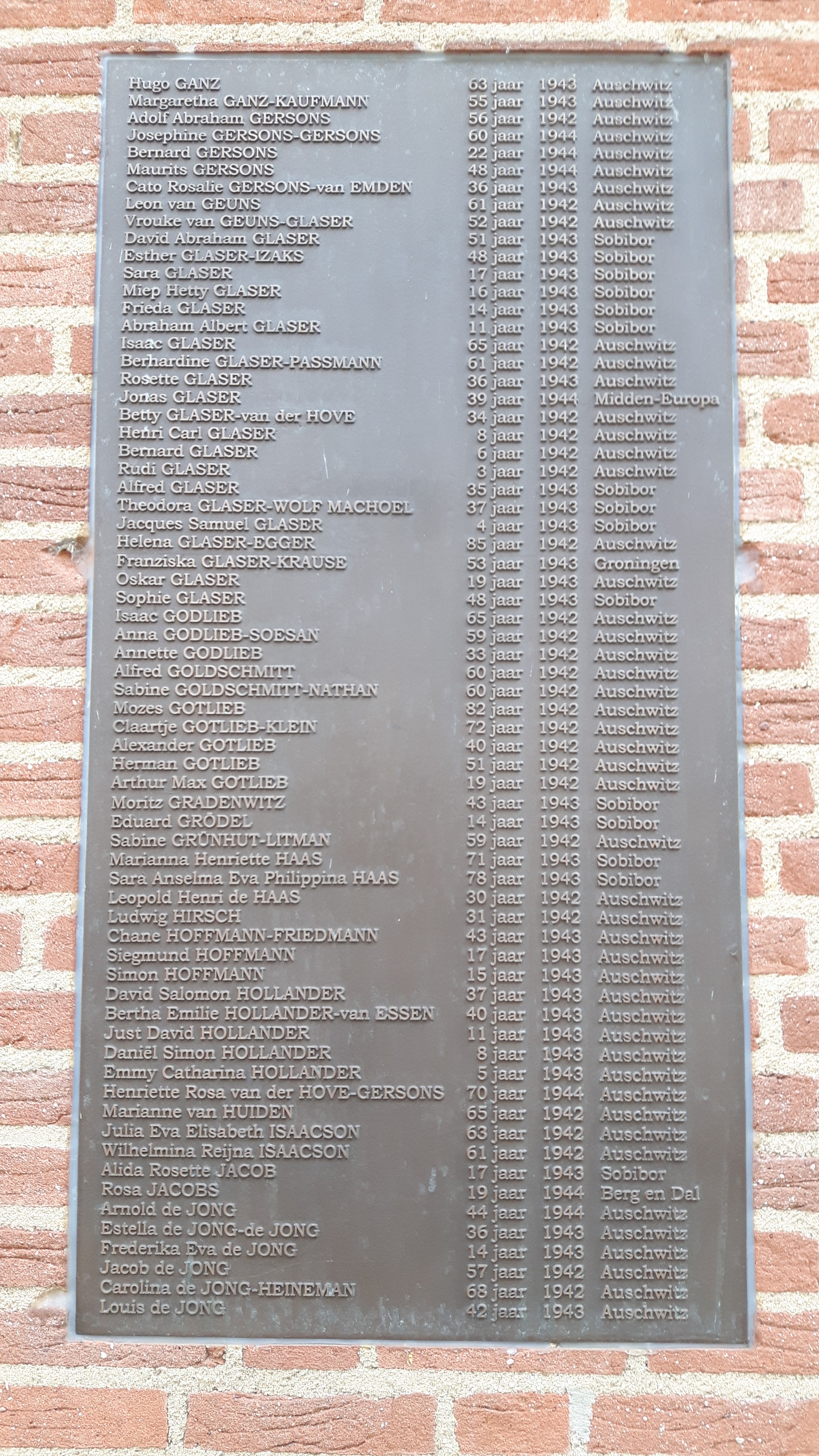
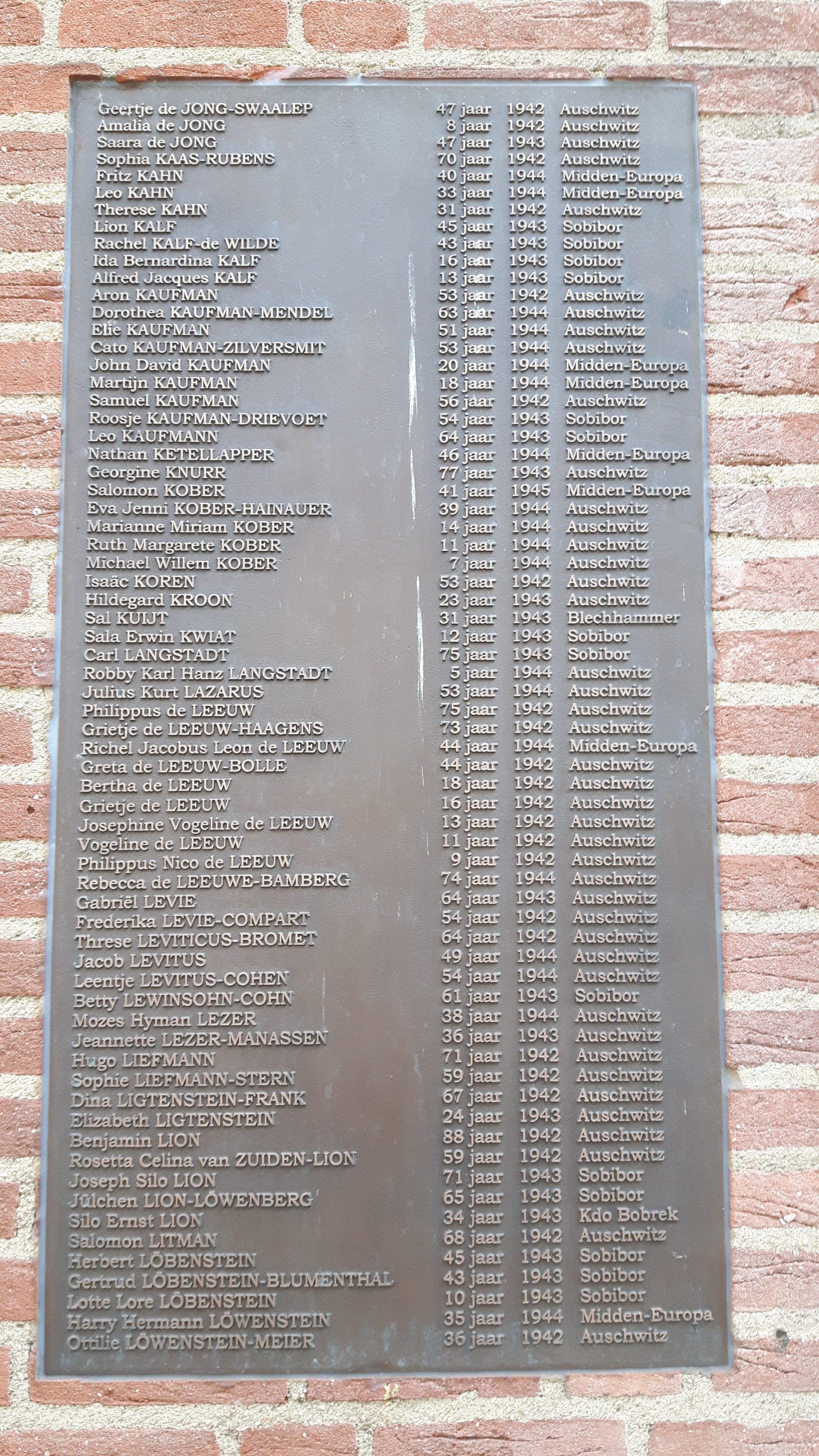
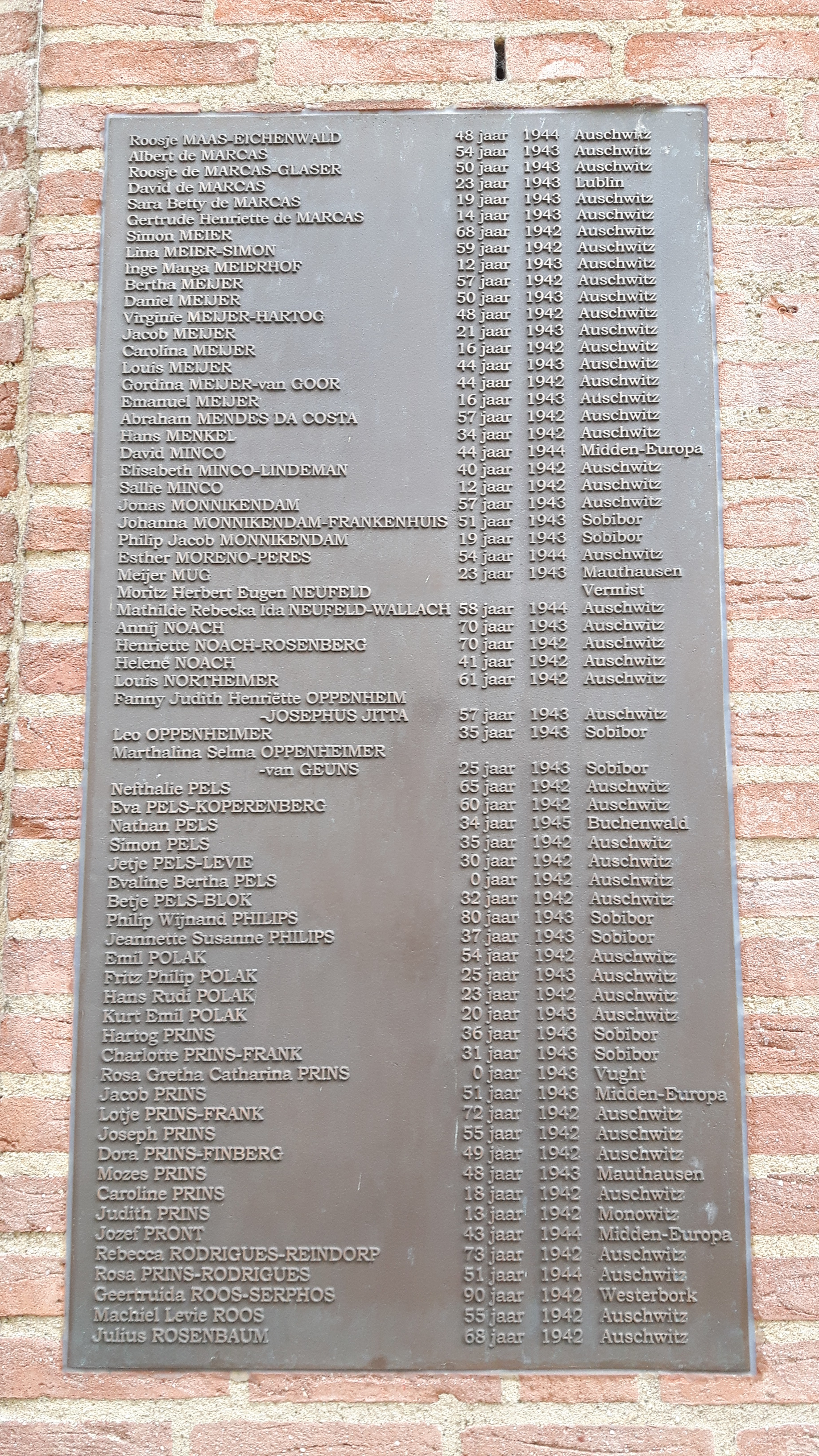
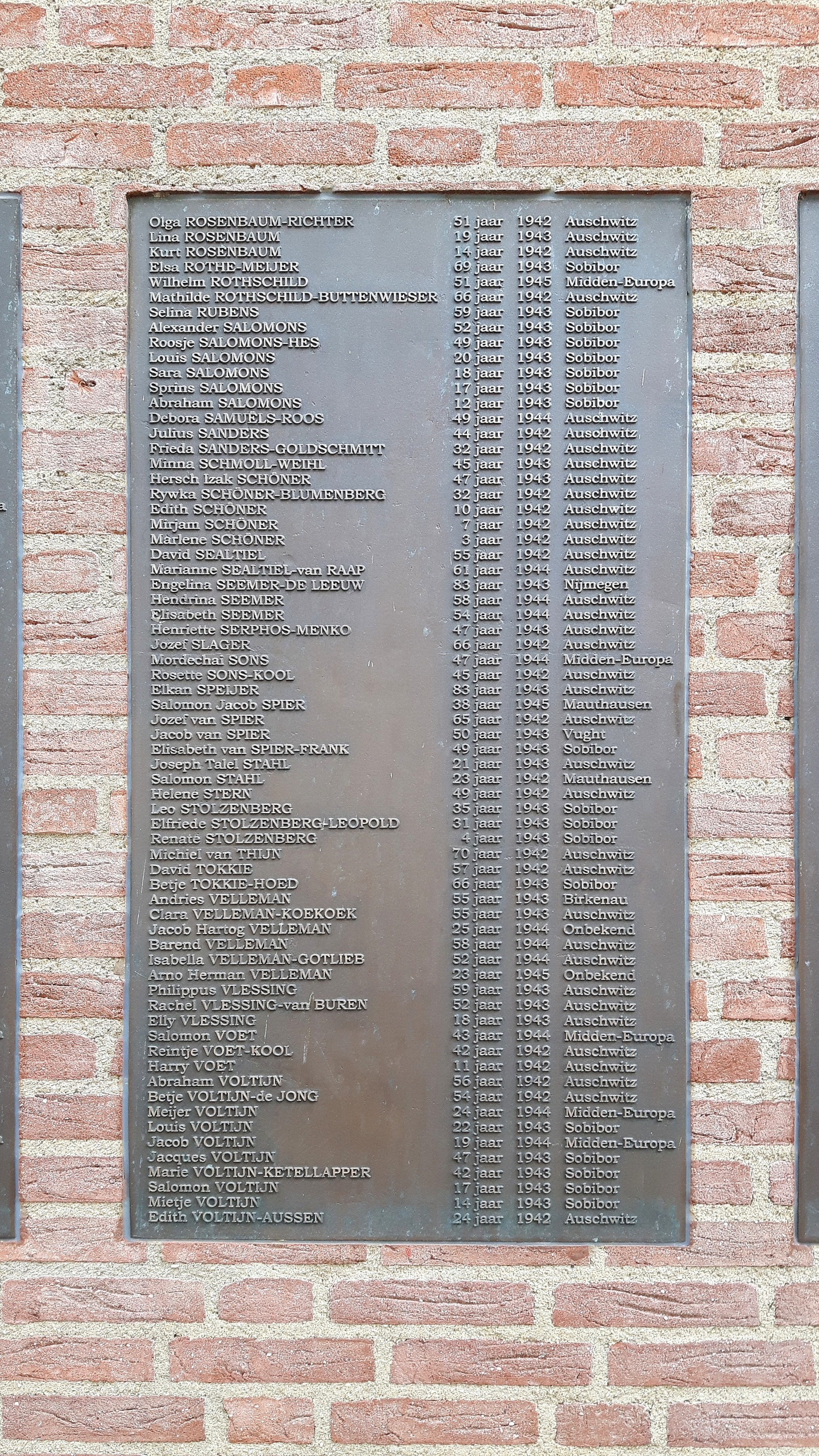
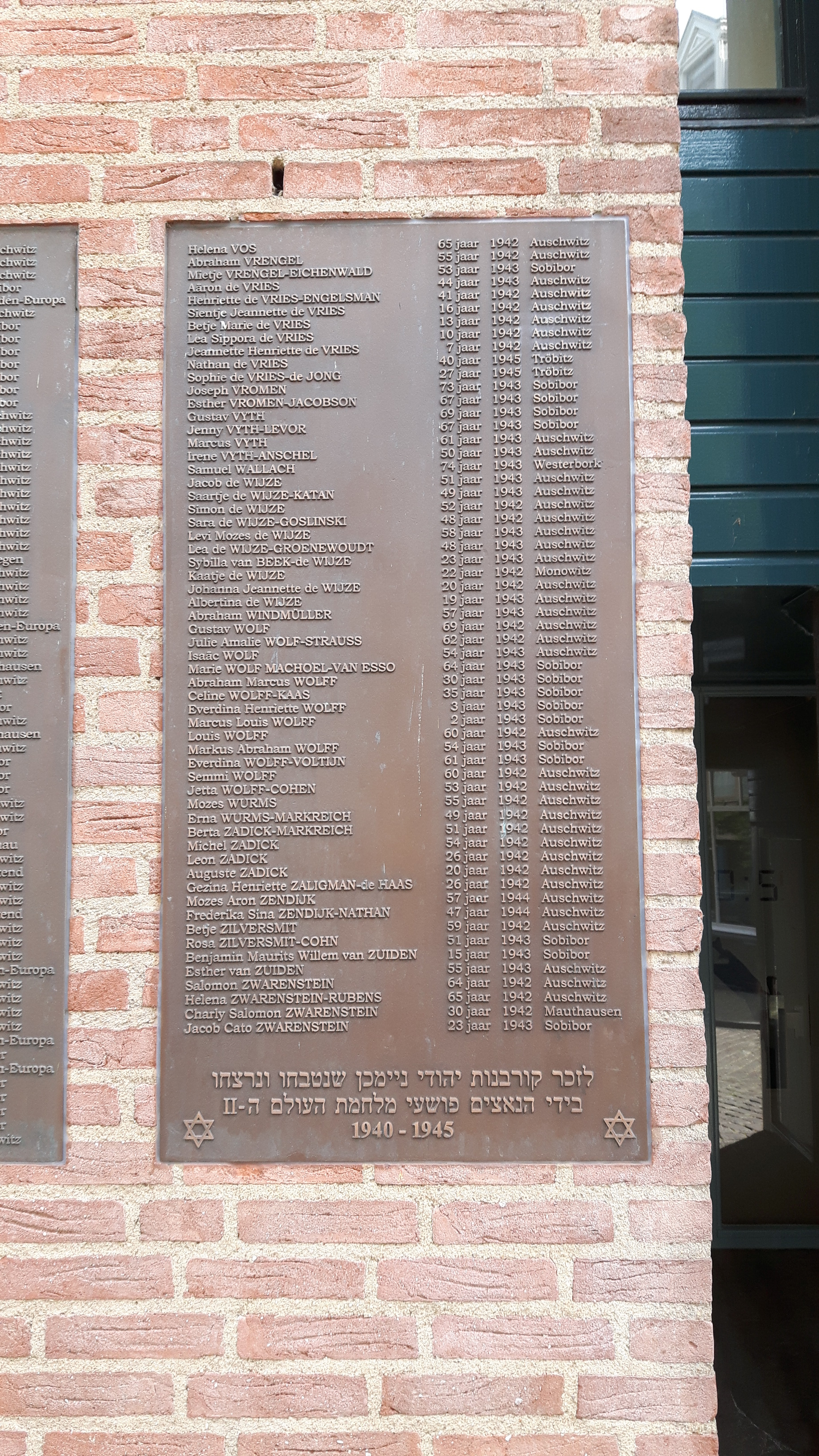

## Herdenking
Elk jaar organiseert de Joodse Gemeente Nijmegen in samenwerking met het Comité 4 en 5 mei een herdenking voor de omgekomen joodse inwoners. Deze herdenking vindt op 4 mei plaats waarbij een vast onderdeel het voorlezen van de 449 namen is. Traditiegetrouw leest de Nijmeegse burgemeester als eerste voor.

## Geschiedenis
In de vooroorlogse jaren van 1931 tot 1939 steeg het aantal joodse inwoners in Nijmegen van 462 naar 553. De bezetting vanaf 15 mei 1940 door de Duitsers leidde in de loop van juli 1942 tot september 1943 tot de doelgerichte jacht op de onder andere de joodse bevolking in Nijmegen. Tijdens razzia’s werden tientallen joden opgepakt en velen werden eerst naar doorgangskamp Westerbork of Vught gedeporteerd van waaruit zij door werden gestuurd naar de diverse vernietigingskampen in Duitsland en Polen. In totaal zijn er meer dan 400 joden uit Nijmegen vermoord in concentratiekampen en vernietigingskampen. Naar schatting werden hiervoor 100 treintransporten gebruikt. Met name naar concentratiekamp Auschwitz vertrokken 70 transporten, maar ook naar het vernietigingskamp Sobibor vertrokken 20 transporten en 10 naar Theresienstadt of Bergen-Belsen waarin Nijmeegse Joden vervoerd werden om later vermoord te worden.
Als gevolg van de enorme jacht op de joodse bevolking nam het aantal joden van 544 in 1940 af tot 26 inwoners in 1945.

## Opmerkingen
Opvallend aan de locatie van het monument is de aanwezigheid van een tweede monument ter nagedachtenis van de omgebrachte joodse inwoners uit Nijmegen, Joods Monument (Nijmegen). Het is een beeld dat een treurend mens uitbeeldt, en is van de hand van de Nijmeegse kunstenaar Paul de Swaaf. Het werd op 4 mei 1995 onthuld om de herinnering aan de omgebrachte in leven te houden. Ook de naam van het plein waaraan het monument is gelegen is vernoemd naar een vrouw (Kitty de Wijze, 1920-1942) die het symbool vormt voor alle joodse Nijmegenaren die zijn omgebracht in de Tweede Wereldoorlog. 